# Greg Rutherford
Gregory James "Greg" Rutherford MBE (Milton Keynes, 17 de novembro de 1986) é um atleta e campeão olímpico britânico, especializado no salto em distância.
Campeão europeu júnior em 2005, no ano seguinte conquistou a medalha de prata no Campeonato Europeu de Atletismo em Gotemburgo, Suécia, com um salto de 8,13 m. Competiu em Pequim 2008, e debilitado por constantes contusões que impediram um treinamento consistente entre 2006 e 2008, ficou apenas na 10ª posição. Nesta época, pensou em abandonar o esporte por falta de melhores resultados e pelas constantes lesões. Em 2009, porém, livre de contusões, ele quebrou o recorde britânico para o salto em distância com a marca de 8,30 m durante as classificatórias para o Mundial de Berlim 2009, onde ficou na quinta posição. Em 2011, parecia estar no melhor momento de sua carreira quando sofreu outra lesão muscular durante a etapa classificatória nos saltos no Campeonato Mundial em Daegu, na Coreia do Sul.
O ponto de virada em sua carreira aconteceu com a contratação pela Federação de Atletismo Britânica do técnico americano Dan Pfaff, que ajudou a solucionar os problemas de contusões de Rutherford e melhorou sua técnica, que o fazia mais propenso à lesões. O resultado foi a marca de 8,35 m, igualando o recorde britânico em maio de 2012. Em Londres 2012, na frente de seu público, ele conquistou a medalha de ouro olímpica, com um salto de 8,31 m, a mais fraca marca vencedora da modalidade em Jogos Olímpicos desde Munique 1972.
A noite da vitória de Greg Rutherford nos Jogos Olímpicos de Londres – num período inferior a uma hora ele venceu o salto em distância, Mo Farah venceu os 10000 m e Jessica Ennis venceu o heptatlo, com a conquista de três medalhas de ouro olímpicas para a Grã-Bretanha – foi considerada a maior do atletismo britânico em toda sua história  e é chamada de "Super Sábado".
Contundido no tendão após uma prova da Diamond League em Paris em julho de 2013, ele não teve boa participação no Mundial de Moscou 2013 um mês depois, ficando apenas em 14º lugar nas eliminatórias e fora da final; livre de contusões, voltou ao Mundial em Pequim 2015 e tornou-se campeão mundial pela primeira vez com um salto de 8,41 m, sua segunda melhor marca pessoal.
Na Rio 2016, ficou com a medalha de bronze na prova com a marca de 8,29 m, conseguida apenas no sexto e último salto.